# Red Bull MotoGP Rookies Cup 2025
Der Red Bull MotoGP Rookies Cup 2025 ist der 19. in der Geschichte des FIM-Red Bull MotoGP Rookies Cups.
Es werden 14 Rennen bei sieben Veranstaltungen ausgetragen. 

## Punkteverteilung
Meister wird derjenige Fahrer, der bis zum Saisonende die meisten Punkte in der Meisterschaft gesammelt hat. Bei der Punkteverteilung werden die Platzierungen im Gesamtergebnis des jeweiligen Rennens berücksichtigt. Die 15 erstplatzierten Fahrer jedes Rennens erhalten Punkte nach folgendem Schema:
Weltmeister wird derjenige Fahrer beziehungsweise der Hersteller, der bis zum Saisonende die meisten Punkte in der Weltmeisterschaft angesammelt hat. Bei der Punkteverteilung werden die Platzierungen im Gesamtergebnis des jeweiligen Rennens berücksichtigt. Die fünfzehn erstplatzierten Fahrer jedes Rennens erhalten Punkte nach folgendem Schema:
| Punkteverteilung | Punkteverteilung | Punkteverteilung | Punkteverteilung | Punkteverteilung | Punkteverteilung | Punkteverteilung | Punkteverteilung | Punkteverteilung | Punkteverteilung | Punkteverteilung | Punkteverteilung | Punkteverteilung | Punkteverteilung | Punkteverteilung | Punkteverteilung |
| ---------------- | ---------------- | ---------------- | ---------------- | ---------------- | ---------------- | ---------------- | ---------------- | ---------------- | ---------------- | ---------------- | ---------------- | ---------------- | ---------------- | ---------------- | ---------------- |
| Platz            | 1                | 2                | 3                | 4                | 5                | 6                | 7                | 8                | 9                | 10               | 11               | 12               | 13               | 14               | 15               |
| Punkte           | 25               | 20               | 16               | 13               | 11               | 10               | 9                | 8                | 7                | 6                | 5                | 4                | 3                | 2                | 1                |

In die Wertung kommen alle erzielten Resultate.

## Rennergebnisse
|   | Lauf | Datum  | Rennen      | Strecke                               | Platz 1          | Platz 2           | Platz 3                | Pole-Position      | Schn. Rennrunde        | Gesamtführender Fahrer |
| - | ---- | ------ | ----------- | ------------------------------------- | ---------------- | ----------------- | ---------------------- | ------------------ | ---------------------- | ---------------------- |
| 1 | 1    | 26.04. | Spanien     | Circuito de Jerez                     | Brian Uriarte    | Hakim Danish      | Veda Ega Pratama       | Hakim Danish       | Veda Ega Pratama       | Brian Uriarte          |
| 1 | 2    | 27.04. | Spanien     | Circuito de Jerez                     | Carter Thompson  | Hakim Danish      | Kristian Daniel junior | Hakim Danish       | Carter Thompson        | Hakim Danish           |
| 2 | 1    | 10.05. | Frankreich  | Circuit Bugatti                       | Brian Uriarte    | Hakim Danish      | Giulio Pugliese        | Hakim Danish       | Hakim Danish           | Hakim Danish           |
| 2 | 2    | 11.05. | Frankreich  | Circuit Bugatti                       | Beñat Fernández  | Hakim Danish      | Marco Morelli          | Hakim Danish       | Hakim Danish           | Hakim Danish           |
| 3 | 1    | 07.06. | Aragonien   | Motorland Aragón                      | Brian Uriarte    | Hakim Danish      | David González         | Veda Ega Pratama   | Zen Mitani             | Hakim Danish           |
| 3 | 2    | 08.06. | Aragonien   | Motorland Aragón                      | Hakim Danish     | Brian Uriarte     | David González         | Veda Ega Pratama   | Giulio Pugliese        | Hakim Danish           |
| 4 | 1    | 21.06. | Italien     | Autodromo Internazionale del Mugello  | Veda Ega Pratama | David González    | Giulio Pugliese        | Brian Uriarte      | Kiandra Ramadhipa      | Hakim Danish           |
| 4 | 2    | 22.06. | Italien     | Autodromo Internazionale del Mugello  | Veda Ega Pratama | Hakim Danish      | Beñat Fernández        | Brian Uriarte      | Hakim Danish           | Hakim Danish           |
| 5 | 1    | 12.07. | Deutschland | Sachsenring                           | Brian Uriarte    | Kiandra Ramadhipa | Guillem Planques       | Yaroslav Karpushin | Kiandra Ramadhipa      | Hakim Danish           |
| 5 | 2    | 13.07. | Deutschland | Sachsenring                           | Veda Ega Pratama | Zen Mitani        | Yaroslav Karpushin     | Yaroslav Karpushin | Kiandra Ramadhipa      | Hakim Danish           |
| 6 | 1    | 16.08. | Österreich  | Red Bull Ring                         | Brian Uriarte    | Veda Ega Pratama  | Kristian Daniel junior | Veda Ega Pratama   | Kristian Daniel junior | Brian Uriarte          |
| 6 | 2    | 17.08. | Österreich  | Red Bull Ring                         | Brian Uriarte    | Veda Ega Pratama  | Marco Morelli          | Veda Ega Pratama   | Brian Uriarte          | Brian Uriarte          |
| 7 | 1    | 13.09. | Italien     | Misano World Circuit Marco Simoncelli |                  |                   |                        |                    |                        |                        |
| 7 | 2    | 14.09. | Italien     | Misano World Circuit Marco Simoncelli |                  |                   |                        |                    |                        |                        |

## Fahrerwertung
| Pos. | Fahrer                 | Spanien | Spanien | Frankreich | Frankreich | Aragonien | Aragonien | Italien | Italien | Deutschland | Deutschland | Osterreich | Osterreich | San Marino | San Marino | Gesamt |
| Pos. | Fahrer                 | L1      | L2      | L1         | L2         | L1        | L2        | L1      | L2      | L1          | L2          | L1         | L2         | L1         | L2         | Gesamt |
| ---- | ---------------------- | ------- | ------- | ---------- | ---------- | --------- | --------- | ------- | ------- | ----------- | ----------- | ---------- | ---------- | ---------- | ---------- | ------ |
| 1    | Brian Uriarte          | 1       | DNF     | 1          | DNF        | 1         | 2         | 6       | 5       | 1           | 19          | 1          | 1          |            |            | 191    |
| 2    | Veda Ega Pratama       | 3       | DNF     | INJ        | INJ        | 4         | 4         | 1       | 1       | 4           | 1           | 2          | 2          |            |            | 170    |
| 3    | Hakim Danish           | 2       | 2       | 2          | 2          | 2         | 1         | 13      | 2       | 10          | 18          | 8          | 13         |            |            | 168    |
| 4    | David González         | 8       | DNF     | 10         | 11         | 3         | 3         | 2       | 7       | 9           | 5           | 5          | 4          |            |            | 122    |
| 5    | Beñat Fernández        | 6       | 5       | 5          | 1          | DNF       | 10        | 10      | 3       | 7           | 8           | 16         | 6          |            |            | 112    |
| 6    | Marco Morelli          | 5       | 4       | 9          | 3          | 16        | 12        | 5       | 4       | DNF         | 17          | 7          | 3          |            |            | 100    |
| 7    | Kristian Daniel junior | DNF     | 3       | 4          | DNF        | DNF       | 13        | 9       | 9       | 12          | 9           | 3          | 5          |            |            | 84     |
| 8    | Carter Thompson        | 4       | 1       | 6          | DNF        | 9         | DNF       | 19      | DNF     | 6           | 6           | 17         | 8          |            |            | 83     |
| 9    | Kiandra Ramadhipa      | 15      | 14      | 12         | DNF        | 10        | 9         | 12      | 8       | 2           | 4           | 4          | 12         |            |            | 82     |
| 10   | Zen Mitani             | 7       | 19      | 11         | DNF        | 6         | 15        | 8       | 13      | 5           | 2           | DNF        | 9          |            |            | 74     |
| 11   | Leo Rammerstorfer      | 11      | 8       | 7          | 7          | DNF       | 5         | 4       | 11      | DNF         | DNF         | 11         | 7          |            |            | 74     |
| 12   | Yaroslav Karpushin     | DNF     | 11      | 14         | 12         | 7         | 6         | 18      | 6       | 13          | 3           | 10         | 10         |            |            | 71     |
| 13   | Giulio Pugliese        | DNF     | 10      | 3          | DNF        | 5         | 8         | 3       | DNF     | 16          | 7           | DNF        | DNF        |            |            | 66     |
| 14   | Guillem Planques       | 10      | 7       | 8          | 5          | 13        | 17        | 16      | 17      | 3           | 11          | 9          | DNF        |            |            | 65     |
| 15   | Kiattisak Singhapong   | 12      | 6       | DNF        | 4          | DNF       | 14        | 11      | 15      | 8           | 13          | 6          | 15         |            |            | 57     |
| 16   | Sullivan Mounsey       | DNF     | 13      | 13         | 9          | 11        | 18        | 14      | 10      | 19          | 10          | DNF        | 11         |            |            | 37     |
| 17   | Luca Agostinelli       | 16      | 16      | 16         | 15         | 8         | 11        | 7       | 14      | 11          | DNF         | 15         | DNF        |            |            | 31     |
| 18   | Kerman Tínez           | DNF     | DNS     | DNF        | DNS        | DNF       | 7         | 15      | 12      | 18          | 12          | 12         | DNF        |            |            | 22     |
| 19   | Lucas Brown            | DNF     | 18      | DNF        | 6          | 14        | 20        | DNF     | DNS     | 17          | 15          | 14         | 19         |            |            | 15     |
| 20   | Gabriel Tesini         | DNF     | 9       | DNF        | 13         | 12        | 16        | DNF     | DNS     | INJ         | INJ         | DNS        | DNF        |            |            | 14     |
| 21   | Jurrien van Crugten    | 18      | 15      | 17         | 10         | 15        | 19        | DNF     | 21      | 14          | 14          | DNF        | 17         |            |            | 12     |
| 22   | Alejandra Fernández    | 19      | 17      | 19         | 8          | 19        | 23        | 22      | 20      | 20          | DNF         | 21         | 18         |            |            | 8      |
| 23   | Kgopotso Mononyane     | 14      | 12      | DNF        | 14         | 18        | 21        | 20      | 18      | 21          | 16          | 18         | DNF        |            |            | 8      |
| 24   | David Da Costa         | 17      | 10      | 15         | DNF        | 17        | DNF       | DNF     | DNS     | INJ         | INJ         | INJ        | INJ        |            |            | 7      |
| 25   | Joel Pons              | 13      | DNF     | 18         | DNF        | DNF       | 22        | 17      | 19      | 15          | DNF         | 21         | 14         |            |            | 5      |
| 26   | Lenoxx Phommara        | DNS     | DNS     | INJ        | INJ        | 20        | DNS       | 21      | 16      |             |             | 19         | 16         |            |            | 0      |

| Farbe         | Bedeutung                               |
| ------------- | --------------------------------------- |
| Gold          | Sieger                                  |
| Silber        | 2. Platz                                |
| Bronze        | 3. Platz                                |
| Grün          | Platzierung in den Punkten              |
| Blau          | Klassifiziert außerhalb der Punkteränge |
| Violett       | Rennen nicht beendet (DNF)              |
| Violett       | nicht klassifiziert (NC)                |
| Rot           | nicht qualifiziert (DNQ)                |
| Schwarz       | disqualifiziert (DSQ)                   |
| Weiß          | nicht am Start (DNS)                    |
| Weiß          | zurückgezogen (WD)                      |
| Weiß          | Rennen abgesagt (C)                     |
| ohne Farbe    | nicht am Training teilgenommen (DNP)    |
| ohne Farbe    | verletzt oder krank (INJ)               |
| ohne Farbe    | ausgeschlossen (EX)                     |
| ohne Farbe    | nicht erschienen (DNA)                  |
| fett          | Pole-Position                           |
| kursiv        | Schnellste Rennrunde                    |
| unterstrichen | WM-Führung                              |
| hochgestellt  | Platzierung im Sprintrennen             |